# Зеленолужская линия
Зеленолу́жская линия (бел. Зеленалужская лінія) — третья линия Минского метрополитена. Открытие первых четырёх станций («Ковальская Слобода», «Вокзальная», «Площадь Франтишка Богушевича», «Юбилейная площадь») состоялось 7 ноября 2020 года. На всех станциях установлены платформенные раздвижные двери. Ими планируется оборудовать и перспективные станции. 30 декабря 2024 года открылись ещё 3 новые станции метро («Слуцкий Гостинец», «Неморшанский сад», «Аэродромная»).

## Пассажиропоток
По загруженности лидирующими станциями линии является «Аэродромная» (59,2 тыс. пассажиров в сутки), «Вокзальная» (53,2 тыс. пассажиров в сутки) и «Ковальская Слобода» (39,9 тыс. пассажиров в сутки) .

## История

### Название
Своё название «Зеленолужская» линия получила по бывшей деревне Зелёный Луг (ныне — одноимённый микрорайон) в Советском и Первомайском районах, где должно быть завершено её строительство после 2030 года.

### Проектирование
Согласно первоначальным (2011 года) планам, 1-я очередь должна была состоять из семи станций: «Слуцкий Гостинец», «Неморшанский сад», «Аэродромная», «Ковальская Слобода», «Вокзальная», «Площадь Франтишка Богушевича» и «Юбилейная площадь», и построены они должны были быть к 2017 году. В начале 2014 года было объявлено, что в 2017 году будут готовы только 4 станции: «Ковальская Слобода», «Вокзальная», «Площадь Франтишка Богушевича» и «Юбилейная площадь». Но уже в 2016 году стало ясно, что даже эти 4 станции откроют не ранее 2020 года.
Сообщалось, что станция «Ковальская Слобода» по проектам будет иметь мелкое заложение, а остальные — глубокое (до 20 метров), благодаря чему они станут самыми глубокими в Минском метрополитене.

### Строительство
1-я очередь
Строительство третьей линии Минского метрополитена началось в феврале 2014 года. Линия оснащена поездами Stadler M110/M111 и 81-765.7/766.7 «Минск-2024». На всех станциях Зеленолужской линии установлены автоматические платформенные ворота. Переходные тоннели на первую и вторую линии оснащены траволаторами (горизонтальный аналог эскалатора) длиной от 24 до 100 метров и скоростью движения 1 м/с. Зеленолужская линия соединит северные и южные районы города с центром, пройдёт под рекой Свислочь. С пуском первого участка был создан так называемый транспортный треугольник, что позволило разгрузить действующий пересадочный узел «Купаловская» — «Октябрьская». С открытием нового участка метро появились дополнительные пересадочные узлы «Фрунзенская» — «Юбилейная площадь» и «Площадь Ленина» — «Вокзальная».
Зеленолужская линия будет иметь протяжённость 17,2 км и насчитывать 14 станций. В настоящее время линия состоит из 7 станций, имеет протяжённость в 7,6 км.
20 июля 2020 года состоялся пуск габаритной рамы, а 29 июля — технический запуск поезда, который прошёл успешно.
Зеленолужская линия приняла первых пассажиров 7 ноября 2020 года в 12:30.

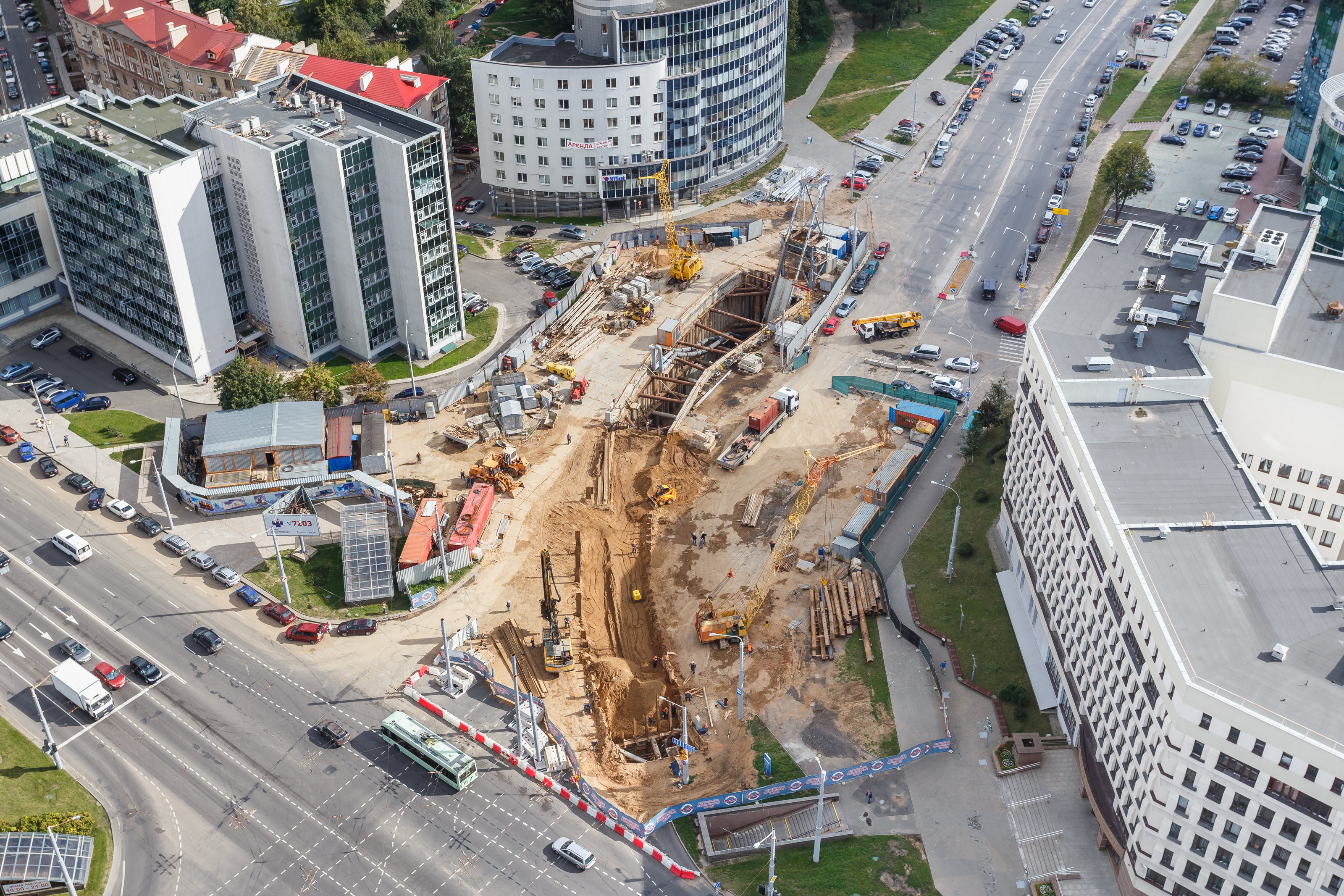
Строительство перегонного тоннеля соединительной ветки между второй и третьей линиями метро. Август 2016
- Обзор станций первой очереди
- Открытие и поездка Александра Лукашенко по линии

2-я очередь
В 2018 году начаты работы по продлению линии в направлении станции «Слуцкий Гостинец», протяжённость второго участка линии составляет 4122 метра. По состоянию на февраль 2020 года тоннель от станции «Аэродромная» до улицы Кижеватова (будущая станция «Неморшанский сад») составляет более 1000 метров. Всего же перегон между этими двумя станциями составит свыше 1700 метров. В составе второй очереди будет построено также электродепо «Слуцкое» для обслуживания линии.
Второй участок открыли для пассажиров 30 декабря 2024 года в 16:00.

### Перспективы
Проектируемый участок Зеленолужской линии будет состоять из четырёх станций («Профсоюзная», «Переспа», «Комаровская» и «Парк Дружбы Народов»), его длина составит 4,7 км. Начать проходку тоннелей планируется в 2025 году. Проходка начата 25 июня 2025. 
В апреле 2023 года в районе будущей станции «Парк Дружбы Народов» началась перекладка инженерных сетей «Минскметростроем».
Станции будут залегать на глубине 15—16 метров, их ширина составит 14,2 м, а длина — 156 метров.
Число станций после продления Зеленолужской линии достигнет 14. Строительство всей линии планируется завершить в начале 2030-х.

## Станции
|  | Название станции Оригинальное название                        | Дата открытия   | Пересадки                                            | Глубина, м | Тип конструкции                          | Координаты                      | Вид станции | Код Станции |
|  | ------------------------------------------------------------- | --------------- | ---------------------------------------------------- | ---------- | ---------------------------------------- | ------------------------------- | ----------- | ----------- |
|  | Парк Дружбы народов бел. Парк Дружбы народаў                  | 2030            |                                                      |            | односводчатая мелкого заложения          |                                 |             | 320         |
|  | Комаровская бел. Камароўская                                  | 2030            |                                                      |            | колонная трёхпролётная мелкого заложения |                                 |             | 319         |
|  | Переспа бел. Пярэспа                                          | 2030            |                                                      |            | колонная трёхпролётная мелкого заложения |                                 |             | 318         |
|  | Профсоюзная бел. Прафсаюзная                                  | 2030            |                                                      |            | колонная трёхпролётная мелкого заложения |                                 |             | 317         |
|  | Юбилейная площадь бел. Юбілейная плошча                       | 7 ноября 2020   | Переход на станцию «Фрунзенская» Автозаводской линии | −20        | колонная трёхпролётная мелкого заложения | 53°54′18″ с. ш. 27°32′26″ в. д. |             | 316         |
|  | Площадь Франтишка Богушевича бел. Плошча Францішка Багушэвіча | 7 ноября 2020   |                                                      | −13,3      | колонная трёхпролётная мелкого заложения | 53°53′48″ с. ш. 27°32′18″ в. д. |             | 315         |
|  | Вокзальная бел. Вакзальная                                    | 7 ноября 2020   | Переход на станцию «Площадь Ленина» Московской линии | −12        | колонная трёхпролётная мелкого заложения | 53°53′23″ с. ш. 27°32′49″ в. д. |             | 314         |
|  | Ковальская Слобода бел. Кавальская Слабада                    | 7 ноября 2020   |                                                      | −10        | односводчатая мелкого заложения          | 53°52′37″ с. ш. 27°32′59″ в. д. |             | 313         |
|  | Аэродромная бел. Аэрадромная                                  | 30 декабря 2024 |                                                      | −18        | односводчатая мелкого заложения          | 53°52′05″ с. ш. 27°32′49″ в. д. |             | 312         |
|  | Неморшанский Сад бел. Немаршанскі Сад                         | 30 декабря 2024 |                                                      | −14        | колонная трёхпролётная мелкого заложения | 53°50′59″ с. ш. 27°32′14″ в. д. |             | 311         |
|  | Слуцкий Гостинец бел. Слуцкі Гасцінец                         | 30 декабря 2024 |                                                      | -9,9       | колонная двухпролётная мелкого заложения | 53°50′31″ с. ш. 27°32′01″ в. д. |             | 310         |

## Депо и подвижной состав
Зеленолужскую линию обслуживает электродепо «Слуцкое», открытое в составе 2-й очереди линии 30 декабря 2024 года. До этого линию обслуживало электродепо «Могилёвское», открытое в сентябре 2003 года для обслуживания Автозаводской линии.
На линии используются четырёхвагонные составы Stadler M110/M111 производства белорусско-швейцарского предприятия «Штадлер-Минск» (Фаниполь), однако из-за вызванных вторжением России на Украину санкций производитель «Stadler Rail» отказался от дальнейших поставок этих поездов Минскому метрополитену. Вместо них для линии закуплены составы серии «Минск-2024» производства Метровагонмаш. Первый из них начал работу с пассажирами в октябре 2024 года.
В качестве пробного поезда по ещё строящимся участкам также использовался состав серии 81-717/714.

## В культуре
Первая очередь Зеленолужской линии воссоздана в игре для мобильных устройств Minsk Subway Simulator.

## Комментарии
1. ↑  Составы для Минского метрополитена, аналогично эксплуатирующемуся в Казанском, поставляются без промежуточного прицепного (безмоторного) вагона[32][33]